# 河北民军
河北民军是抗日战争时期，国民政府军事委员会正式承认的一支军级部队。

## 历史
抗战爆发后，河北省冀中平原自发组织了多支抗日武装，包括吕正操的人民自卫军、孟庆山的河北游击军、张仲翰的津南自卫军、江东升的华北民众自卫军等，以及张荫梧的河北民军。
1938年初，程潜的第一战区司令长官部正式承认河北民军番号，河北民训处也被改编为河北民军总指挥部：
- 总指挥张荫梧
- 副总指挥王长江（博野人，保定九期）
- 参谋长张汉卿

1939年10月张荫梧主动辞去了民军总指挥的职务，乔明礼指挥河北民军残部，害怕被石友三吞并，于1939年底撤退至豫西，经过第一战区点验，河北民军被整编为两个支队5个团共7,000余人。
1940年1月1日，張蔭梧之第七抗日縱隊在靈壽遭中共反擊，縱隊長趙侗陣亡。1940年1月12日，共產黨乘勝追擊在晉縣包圍第二師喬明禮殘部，至此，徹底消滅國民黨張蔭梧所屬敵後抗日部隊。
1941年5月，乔明礼指挥河北民军参加了中条山会战，损失惨重。1941年6月撤至陕州，只剩3个团共2,000余人。河北民军第3团团长夏正商带百余人回中条山，收拢了1,000余人。河北民军在黄河河防阵地上驻守3年。
1944年5月日军发起豫中会战，河北民军副总指挥秦逸民带千余人投敌。正在重庆受训的乔明礼紧急赶回部队，在第39集团军总司令高树勋的帮助下，率民军残部及收编的各部溃兵，恢复到4个团3,000余人的规模。1944年10月，高树勋的第39集团军被改编为冀察战区，高树勋代理战区总司令，河北民军归冀察战区建制，缩编为2个团。
1945年8月抗战胜利后，高树勋指挥新八军和河北民军，进攻晋冀鲁豫解放区。1945年10月30日，高树勋宣布战场起义，乔明礼和河北民军跟着起义，被改编为民主建国军第二军，乔明礼任军长。